# Sleeping
Als Sleeping (Abkürzung SL) wird im europäischen Zugbeeinflussungssystem ETCS eine Betriebsart bezeichnet, in der das Fahrzeug mit einem anderen Fahrzeug gekuppelt ist, das die Führung übernimmt. Das Führungsfahrzeug muss dabei nicht zwangsläufig auch über ETCS verfügen. Weitere geführte Fahrzeuge in einer Mehrfachtraktion sind dabei nicht mit einem Triebfahrzeugführer besetzt und lesen nur Ortungsinformationen (Eurobalisen) mit.
Laut ETCS-Spezifikation ist Sleeping eine Betriebsart der ETCS-Fahrzeugausrüstung eines nicht führenden Triebfahrzeugs, das von einem führenden Triebfahrzeug gesteuert wird („ERTMS/ETCS on-board equipment mode that is used for the on-board equipment in slave engines controlled by a leading engine.“). SL ist einer von 17 Modes der aktuellen ETCS-Spezifikation. Er steht in den Leveln 0, NTC, 1, 2 und 3 zur Verfügung.
In SL fällt dem Fahrzeuggerät keine Zugbeeinflussungsfunktion zu. Diese fällt allenfalls dem führenden Triebfahrzeug zu, soweit dieses in einer entsprechenden Betriebsart ist.
Der Mode Sleeping soll durch das Fahrzeuggerät über ein „sleeping input signal“ auf dessen Schnittstelle zum Fahrzeug erkannt werden. Diese Information kann über den Fahrzeugbus (beispielsweise MVB) oder einem davon unabhängigen Weg gelesen werden.

## Funktionen

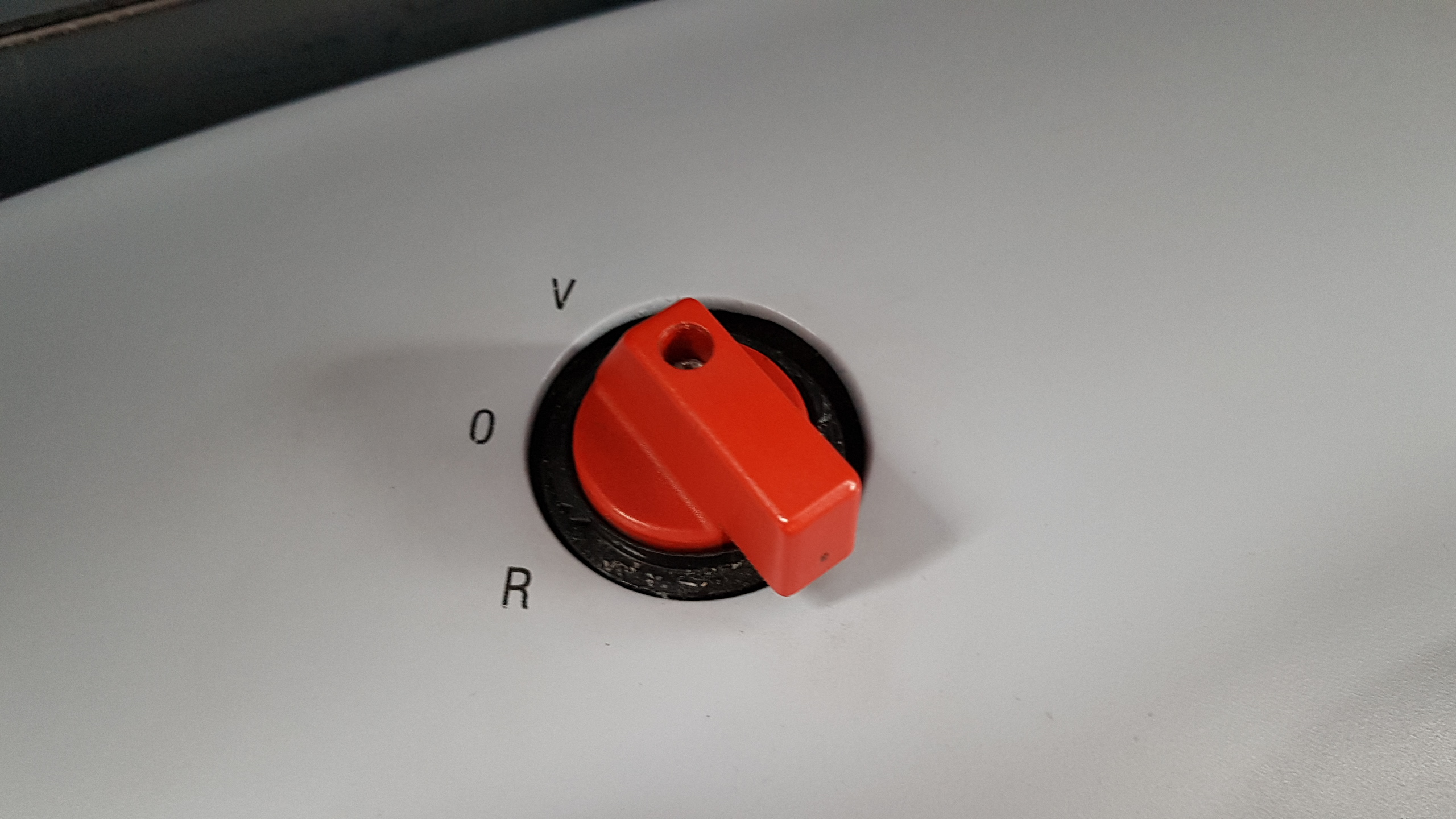
Richtungsschalter auf einem ICE 3 (in Vorwärtsstellung): Liegt der Schalter in Nullstellung, ist der Führerstand nicht aktiv.

Der Führerstand eines Triebfahrzeugs in SL muss inaktiv (closed) sein. (Falls dennoch der Führerraum eines in SL fahrenden Fahrzeugs aktiviert wird, soll das Fahrzeuggerät in die Betriebsart Stand By (SB) wechseln.)
Da kein Triebfahrzeugführer vorhanden ist, sollen auch keine Informationen angezeigt werden. Ebenfalls soll ETCS die Zugbewegung nicht überwachen.
Da nicht führende und in Sleeping fahrende Triebfahrzeuge die Zugposition überwachen, steht nach einem Fahrtrichtungswechsel in der Regel eine vertrauenswürdige Position zur Verfügung, anhand derer (in ETCS Level 2 und 3) durch das Radio Block Centre oftmals eine Fahrterlaubnis in Vollüberwachung erteilt werden kann. (Im Gegensatz beispielsweise zur Linienförmigen Zugbeeinflussung können damit beispielsweise auch kapazitätssteigernde Funktionen wie Hochleistungsblock bereits bei Abfahrt genutzt werden.)
Soweit weit möglich sollen sicherheitsrelevante Fehler eines in SL fahrenden Triebfahrzeugs nicht zum Halt des Zuges führen. Stattdessen soll das Fahrzeuggerät derartige Fehler speichern, um diese zu behandeln, wenn das Fahrzeug die Betriebsart SL verlässt. Ferner soll das Fahrzeuggerät in diesen Fällen (in Level 2 oder 3) versuchen, eine Fehlerinformation an das RBC zu senden. Eine Verbindung zum RBC soll ferner auf Anforderung des RBC sowie beim Wechsel in oder aus SL (in Level 2 und 3) erfolgen.
Im Rahmen der im 2016 verabschiedeten Baseline 3 Release 2 (SRS 3.5.0) wurde eine „Smart Sleeping“-Funktion eingeführt, mit der das im Zug hintere Fahrzeuggerät genutzt werden kann, um die Position des Zugschlusses für eine  Zugintegritätskontrolle per Funk zu übermitteln. Diese Funktionalität soll unter anderem für ETCS Level 2 HD in italienischen Knoten verwendet werden.

## Beispiel Fahrtrichtungswechsel

Sleeping ist eine der ETCS-Betriebsarten von ETCS-Fahrzeuggeräten in einem Zug während eines Fahrtrichtungswechsels.

Bei einem Fahrtrichtungswechsel ist der Ausgangszustand (Step 1 im Bild), dass alle Führerpulte der Dreifachtraktion deaktiviert und in der ETCS-Betriebsart SB sind. Da nur mit einem aktiven Führerstand aufgerüstet werden kann, wurde der ursprünglich führende Führerstand (Cab B der Section 3) deaktiviert, um im zweiten Schritt den Führerstand Cab A in Section 1 zu aktivieren. Aufgrund dieser Führerstandsaktivierung wechseln die anderen Führerstände in die ETCS-Betriebsart SL. Der Führerstand Cab A in Section 1 wird nach Verbindungsaufbau mit dem entsprechenden RBC im Beispiel in die ETCS-Betriebsart FS wechseln und damit die ETCS-Betriebsart SB verlassen. Alle anderen Führerstände der Mehrfachtraktion verbleiben solange der Führerstand aktiviert ist und kein Fehlerfall vorliegt in die ETCS-Betriebsart SL.

## Sonstiges
Auf manchen Triebfahrzeugen ermöglicht ein gesonderter ETCS-Resettaster (neben einem ETCS-Störschalter), ein Fahrzeuggerät in SL (oder Stand-by) neu zu starten.
Bei der Deutschen Bahn wurde die Betriebsart SL um 2010 als Ferngesteuert bezeichnet.